# انتخابات شوراهای ولایتی افغانستان (۱۳۹۳)
سومین دورهٔ انتخابات شوراهای ولایتی افغانستان همزمان با انتخابات ریاست‌جمهوری در ۱۶ حمل (فروردین) ۱۳۹۳ برگزار شد.
در این انتخابات اعضای شوراهای ولایتی افغانستان در همهٔ ۳۴ ولایت برگزیده شدند.